# مصطفى أبو حطب
مصطفى أبو حطب (25 أبريل 1934 - 5 فبراير 1994) هو إذاعي مصري.

## حياته ونشأته
من مواليد 25 أبريل 1934 بالقاهرة. حصل على ليسانس آداب قسم اللغة الإنجليزية من جامعة القاهرة، ثم دبلوم المعهد العالي للتمثيل عام 1957. عمل في بداية حياته في وظيفة ضابط حجز بشركة الطيران المتحدة. التحق بالإذاعة المصرية في 5 يوليو 1959 في وظيفة مخرج مساعد، ثم نقل إلى المعهد العالى للفنون المسرحية، وعمل فترة بوزارة الإعلام. في 1973 عاد مرة أخرى للعمل بقطاع الإذاعة، حيث عمل مخرجاً بمراقبة التمثيليات بالبرنامج العام، ثم مراقباً للتمثيليات بالبرنامج العام ثم مديراً عاماً للدراما بشبكة البرنامج العام، ثم نائباً لشبكة الشرق الأوسط، وكان أخر منصب شغله مستشاراً لرئيس قطاع الإذاعة الذي منحه شهادة تقدير تكريما له. توفي في 5 فبراير 1994 عن عمر يناهز 60 سنة.
اعتبره المؤلف وحيد حامد من الأشخاص المؤثرين فيه.
من أهم أعماله:
سيد مع حرمه في رمضان 1975 
أنا وأنت وسنوات العمر
ينابيع الحب 
أغرب طلاق في العالم 
الفتى الذي عاد 
الرجل ذو الوجه الآخر 
إرادة الحياة 

## وصلات خارجية
- مصطفى أبو حطب على موقع قاعدة بيانات الأفلام العربية

http://dotnet.ertu.org/famous_ch.aspx?i=1156 نسخة محفوظة 4 أغسطس 2020 على موقع واي باك مشين. مصطفى أبو حطب
https://karohat.com/Person/12ada468-e608-430a-9672-20d60f9624b9 مصطفى أبو حطب